# BPAJ全国ボウリング競技大会
BPAJ全国ボウリング競技大会（ビーピーエージェーぜんこくボウリングきょうぎたいかい）は、日本ボウリング場協会が主催するボウリング大会である。通称：BOWLEX JAPAN。

## 概要
1966年に第1回大会が開催され、以来毎年日本ボウリング場協会加盟ボウリング場の持ち回りで行われている。現在は6月頃の開催となっている。
各県予選を勝ち抜いた選手が全国大会に進出する。
男子・女子・シニア男子・シニア女子に分け、男子は4人チーム、それ以外は2人チームで競技を行う。